# Мојзесово
Мојзесово (слч. Mojzesovo, мађ. Özdöge) насељено је мјесто са административним статусом сеоске општине (слч. obec) у округу Нове Замки, у Њитранском крају, Словачка Република.

## Становништво
| Година:    | 1994. | 2004.   | 2014.   | 2024.   |
| ---------- | ----- | ------- | ------- | ------- |
| Број људи: | 1399  | 1374    | 1312    | 1326    |
| Разлика:   |       | -1,78 % | -4,51 % | +1,06 % |

| Година:    | 2023. | 2024.   |
| ---------- | ----- | ------- |
| Број људи: | 1322  | 1326    |
| Разлика:   |       | +0,30 % |

Према подацима о броју становника из 2011. године насеље је имало 1.344 становника.